# Fiocco nero

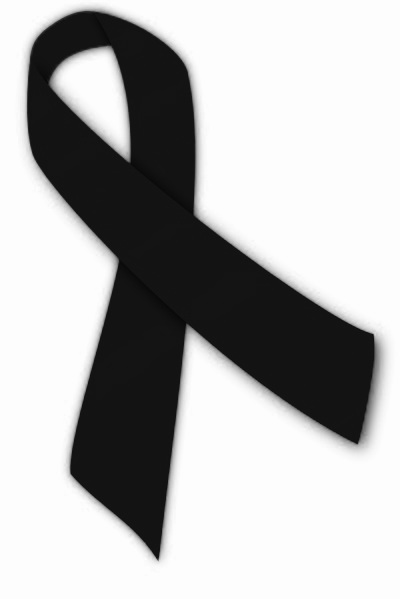
Il nastro nero

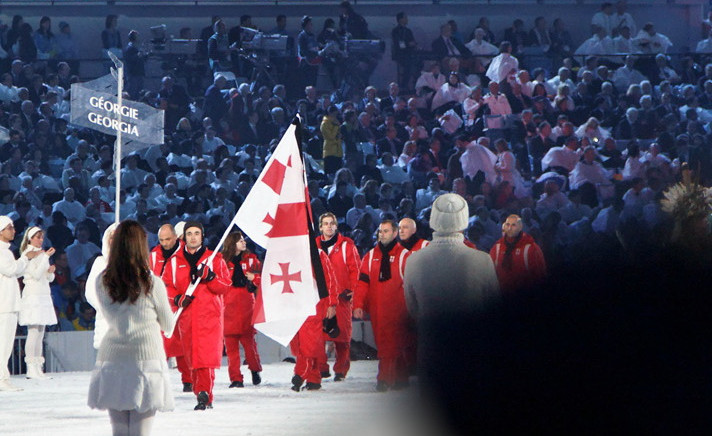
Il fiocco nero sulla bandiera georgiana alla cerimonia di apertura dei XXI Giochi olimpici invernali (2010)

Un fiocco nero è un simbolo di lutto esposto per commemorare le vittime di un episodio di cronaca nera o di un attentato, spesso in occasione di un lutto nazionale. È uno dei nastri della consapevolezza, e indica i seguenti significati: sostegno degli Amish, antiterrorismo, melanoma, narcolessia, apnea del sonno e un trauma fisico o psicologico in generale.

## Uso del fiocco nero

### In Siria
All'inizio della guerra civile siriana, la rete televisiva qatariota Al Jazeera il fiocco nero in segno di indignazione nei confronti soprattutto dei minareti e delle strutture a sostegno dei civili colpiti dalla guerra distrutti dai raid aerei a Homs.